# Rosyjska misja prawosławna w Japonii

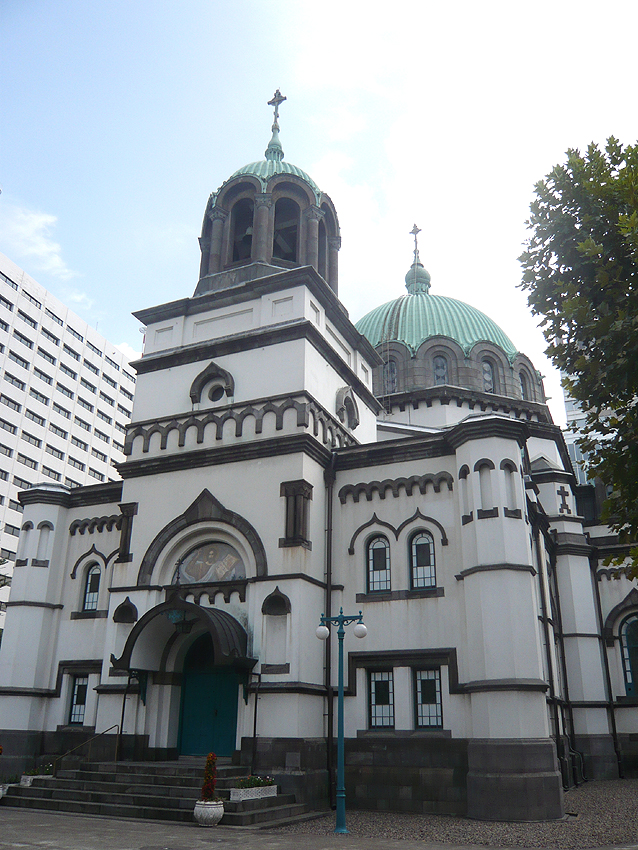
Sobór Zmartwychwstania Pańskiego w Tokio

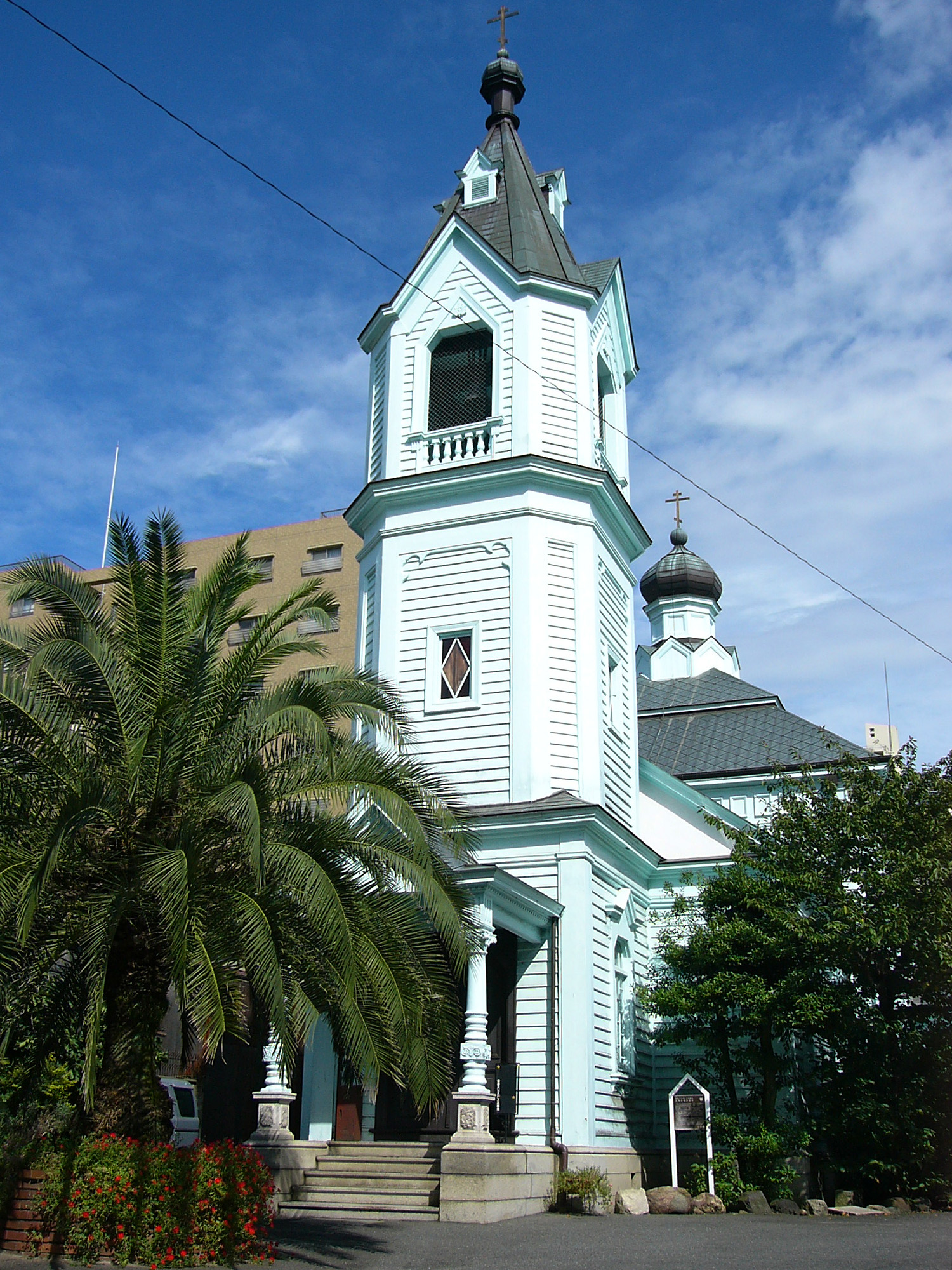
Sobór Zwiastowania w Kioto

Rosyjska misja prawosławna w Japonii – jedna z misji prowadzonych przez Rosyjski Kościół Prawosławny w krajach Dalekiego Wschodu. Za jej początki uważa się budowę cerkwi Zmartwychwstania Pańskiego w Hakodate przy rosyjskim konsulacie, przy której zaczęli działalność pierwsi misjonarze. Rozwój misji na szerszą skalę nastąpił po 1870, przy czym legalnie mogła ona działać dopiero od zawieszenia antychrześcijańskich regulacji prawnych w 1873. Upadek działalności misyjnej Rosyjskiego Kościoła Prawosławnego nastąpił po rewolucji październikowej, gdy nowy rząd rosyjski nie chciał już finansować tego typu przedsięwzięć. Działalność misji dała jednak początek autonomicznemu Japońskiemu Kościołowi Prawosławnemu.

## Początki misji
Prawosławie było obecne w Japonii od momentu częściowego otwarcia się tego kraju na prowadzenie z Rosją wymiany handlowej. W 1859 car sfinansował budowę pierwszej cerkwi w Japonii – świątyni Zmartwychwstania Pańskiego w Hakodate, przeznaczonej dla pracowników konsulatu rosyjskiego i innych Rosjan przebywających w mieście. Przy cerkwi zaczęli działać pierwsi misjonarze rosyjscy. Ich poczynania były uważnie obserwowane przez administrację japońską, która traktowała aktywność misji jako element umacniania wpływów rosyjskich w kraju. Szczególnie nieprzychylnie przyjmowany był fakt finansowania działalności duchownych prawosławnych przez państwo rosyjskie, co sprawiało, że Japończycy o wiele lepiej traktowali misje prowadzone przez protestantów i katolików. Mimo tego w 1870 rząd rosyjski podjął decyzję o nadaniu misji większego rozmachu. W tym celu jej siedziba została przeniesiona z Hakodate do Tokio, zaś w latach 1873–1874 wyposażona w nową siedzibę z cerkwią domową. Obiekt zlokalizowano na jednym z wzgórz miasta, co nadawało mu pozycję dominującą w jego panoramie i zwieńczono złoconym krzyżem prawosławnym. W gmachu znajdował się warsztat ikonopisarski, biblioteka, drukarnia oraz seminarium duchowne. Misjonarze, którzy rekrutowali się spośród mnichów Ławry Troicko-Siergijewskiej, Ławry Aleksandra Newskiego w Petersburgu i Ławry Pieczerskiej, początkowo byli aktywni poza Tokio jedynie w Kioto i Hakodate. Z czasem jednak społeczności prawosławne zaczęły powstawać w całym kraju. Ze względu na ich niską liczebność i znaczne rozproszenie misja nie wznosiła dla nich wolno stojących cerkwi, a jedynie budynki z mieszkaniem dla kapłana i kaplicą.

## Rozwój misji
Misja w Japonii odnosiła o wiele większe sukcesy niż działająca znacznie dłużej rosyjska misja prawosławna w Chinach. W 1880 duchowni z Rosji doprowadzili do powołania osobnej eparchii w Japonii, gdzie odnotowano już 6 tys. wyznawców prawosławia. Wpłynęło to na szybką intensyfikację inwestycji w architekturę cerkiewną. W tej fazie działalności misji wzniesionych zostało kilkadziesiąt świątyń prawosławnych, z których najważniejszą był sobór Zmartwychwstania Pańskiego w Tokio, największa cerkiew na Dalekim Wschodzie, przewyższająca rozmiarami pałac cesarzy Japonii.
Ważnym wydarzeniem, jakie wpłynęło na działalność misji, była wojna rosyjsko-japońska. Prawosławni duchowni z Rosji pojawili się w zorganizowanych w kraju obozach jenieckich dla Rosjan oraz w szpitalach. W tym okresie, jak i w latach bezpośrednio po wojnie rząd rosyjski sfinansował szereg kolejnych obiektów sakralnych, początkowo w celu łatwiejszego dotarcia kapłanów do wiernych narodowości rosyjskiej, następnie zaś dla odbudowy nadwątlonego wizerunku rosyjskiej potęgi w Japonii.
W 1917 misjonarze szacowali liczbę Japończyków, którzy przyjęli prawosławie, na 33 tys., zaś liczbę czynnych cerkwi na ponad 200. Oznaczało to największy liczbowo sukces misji rosyjskiej poza granicami Imperium. Organizatorzy misji uważali jednak tę liczbę za niezbyt satysfakcjonującą w świetle faktu, że prawosławni stanowili tylko 1/5 wszystkich Japończyków-chrześcijan. Starano się wytłumaczyć ten fakt dysproporcją w liczbie misjonarzy katolickich w stosunku do prawosławnych. Najważniejszą przyczyną niezadowalających dla organizatorów misji wyników było jednak jednoznaczne kojarzenie prawosławia z Rosją i jej negatywny wizerunek w społeczeństwie.

## Upadek misji
Po zwycięstwie rewolucji październikowej misja w Japonii przestała być finansowana ze środków państwowych, co oznaczało jej faktyczne bankructwo. Większość rosyjskich duchownych na czele z ostatnim zwierzchnikiem misji metropolitą Sergiuszem (Tichomirowem) weszła w skład kleru Japońskiego Kościoła Prawosławnego, nie będąc jednak w stanie zapobiec załamaniu się rozwoju prawosławia w kraju. W 1931 liczba działających placówek duszpasterskich organizowanych przez Rosjan spadła do 68.